# Libido
Libido, potocznie popęd seksualny – chęć zaspokojenia potrzeb seksualnych. Popęd seksualny można zdefiniować jako emocję i stan motywacji charakteryzujący się zainteresowaniem obiektami lub czynnościami seksualnymi, a także dążeniem do poszukiwania obiektów seksualnych czy angażowania się w czynności seksualne. Na libido mają wpływ czynniki biologiczne, psychologiczne i społeczne. Pod względem biologicznym, hormony płciowe i związane z nimi neuroprzekaźniki, które działają na jądro półleżące (głównie testosteron i dopamina, odpowiednio) regulują libido u ludzi.
Libido nie jest tym samym co pociąg seksualny, ponieważ libido odnosi się do ogólnego poziomu popędu seksualnego, który jest biologicznie uwarunkowany, podczas gdy pożądanie seksualne dotyczy konkretnego, ukierunkowanego odczuwania atrakcji i przyciągania do określonej osoby. Libido jest szerokim pojęciem obejmującym całościową aktywność seksualną, podczas gdy pożądanie jest bardziej emocjonalną i sytuacyjną reakcją.
W psychologii libido oznacza hipotetyczną energię psychiczną lub popęd, który z reguły ma charakter seksualny, ale czasami może obejmować także inne formy pożądania.

## Perspektywy biologiczne

### Substancje endogenne
Libido jest regulowane głównie przez aktywność w mezolimbicznym szlaku dopaminergicznym (pole brzuszne nakrywki i jądro półleżące). W związku z tym dopamina i pokrewne aminy śladowe (głównie fenetyloamina), które modulują neuroprzekaźnictwo dopaminy, odgrywają kluczową rolę w regulacji libido.
Wśród innych neuroprzekaźników, neuropeptydów i hormonów płciowych, które wpływają na popęd płciowy poprzez modulowanie aktywności w tym szlaku lub działając na niego, można wymienić:
- Testosteron[4] — i inne androgeny[11][12]
- Estrogen[4] — i powiązane żeńskie hormony płciowe[13][14][15]
- Progesteron[16]
- Oksytocyna[17]
- Serotonina[18][19][20]
- Noradrenalina[18]
- Acetylocholina

#### Poziomy hormonów płciowych i cykl menstruacyjny
Popęd seksualny u kobiet jest skorelowany z ich cyklem menstruacyjnym, przy czym wiele kobiet doświadcza zwiększonego popędu seksualnego w okresie kilku dni poprzedzających owulację. Wiąże się to ze zmianami poziomu testosteronu u kobiet podczas cyklu menstruacyjnego. Według Gabrielle Lichterman poziom testosteronu ma bezpośredni wpływ na zainteresowanie kobiet uprawianiem seksu. Jej zdaniem poziom testosteronu wzrasta stopniowo od około 24. dnia cyklu miesiączkowego kobiety do owulacji przypadającej na około 14. dzień kolejnego cyklu, a w tym okresie popęd seksualny kobiety systematycznie wzrasta. Trzynasty dzień cyklu jest zazwyczaj dniem o najwyższym poziomie testosteronu. W tygodniu następującym po owulacji poziom testosteronu jest najniższy, w wyniku czego kobiety odczuwają mniejsze zainteresowanie seksem.

### Czynniki fizyczne
Do czynników fizycznych, które mogą wpływać na libido można zaliczyć kwestie endokrynologiczne, takie jak niedoczynność tarczycy, działanie niektórych leków na receptę (np. flutamid), a także stopień atrakcyjności i sprawności biologicznej partnera oraz wiele innych czynników związanych ze stylem życia.
Palenie tytoniu, nadużywanie alkoholu i zażywanie niektórych narkotyków może prowadzić do obniżenia libido. Co więcej, specjaliści sugerują, że szereg zmian w stylu życia, takich jak ćwiczenia fizyczne, rzucenie palenia, zmniejszenie spożycia alkoholu lub leki dostępne na receptę może pomóc w zwiększeniu popędu seksualnego.
Anemia jest także przyczyną braku libido u kobiet ze względu na utratę żelaza podczas okresu.

## Perspektywy psychologiczne

### Psychoanaliza
Pojęcie to wprowadził Zygmunt Freud, który rozumiał libido jako formę energii, za której pośrednictwem popędy życia spełniają swoje funkcje. Freud uważał, że libido (eros) to energia życiowa, energia seksualna, która występuje w sprzeczności z tanatos – energią wywołującą wszelkie procesy destrukcyjne. Sprzeczność między libido a tanatos miała według niego powodować wewnętrzny konflikt: jeżeli zaspokojone zostanie libido – superego sprawia, że odzywają się wyrzuty sumienia; proces ten ma uruchamiać mechanizm obronny w postaci sublimacji popędu seksualnego i zamiany go na społecznie akceptowane formy.

### Psychologia analityczna
Z szerszym rozumieniem kategorii libido spotkać się można w koncepcji Carla Gustava Junga, w której libido jest rozumiane jako energia psychiczna w ogóle. Jungowskie libido zwrócone jest bądź na zewnątrz (libido ekstrawertyczne), bądź do wewnątrz (libido introwertyczne). Oba mechanizmy, introwersja-ekstrawersja, są naturalne i występują u każdego człowieka. Ekstrawertyczna postawa świadoma uzupełniana jest przez introwertyczną postawę nieświadomą i vice versa. Nieświadoma część libido (introwersja w przypadku ekstrawersji; ekstrawersja w przypadku introwersji) tworzy cień personalny.